# Temporada da NBA de 1978–79
A Temporada da NBA de 1978-79 foi a 33º temporada da National Basketball Association. O campeão foi o Seattle SuperSonics.